# Martin Lawrence
Martin Fitzgerald Lawrence (Francoforte sul Meno, 16 aprile 1965) è un attore, regista e produttore televisivo statunitense.

## Biografia
Il quarto di sei figli, Martin Fitzgerald Lawrence è nato il 16 aprile 1965 a Francoforte, nella Germania occidentale. Suo padre, John Lawrence, prestava servizio nell'esercito degli Stati Uniti al momento della sua nascita. Il primo e il secondo nome di Lawrence sono un omaggio, rispettivamente, al leader dei diritti civili Martin Luther King Jr. e al presidente degli Stati Uniti John F. Kennedy. Quando Lawrence aveva sette anni, suo padre lasciò l'esercito e la famiglia si trasferì dalla Germania occidentale negli Stati Uniti, stabilendosi a Landover, nel Maryland, nell'area di Washington, DC. Dopo il divorzio dei suoi genitori quando aveva otto anni, Lawrence vedeva raramente suo padre, che era un agente di polizia. Sua madre, Chlora (nata Bailey), ha svolto diversi lavori, come rappresentante di vendita e cassiera in vari grandi magazzini per sostenere la sua famiglia.
Durante la sua adolescenza, Lawrence eccelleva nel pugilato. Mentre viveva nel Maryland, Lawrence ha frequentato la Eleanor Roosevelt High School e la Friendly High School, e ha vissuto a Fort Washington, diventando un contendente di boxe Mid-Atlantic Golden Gloves.

## Carriera
Nei suoi primi anni di carriera, Lawrence ha recitato in diversi spettacoli comici nell'area di Washington, DC, e si è sostenuto con lavori saltuari. Il comico Ritch Snyder ha notato la sua recitazione e ha suggerito a Lawrence di stabilire contatti a New York. Lawrence finì per trasferirsi a New York City e trovò impiego nel comedy club The Improv. Poco dopo essere apparso a The Improv, Lawrence ha ottenuto un ruolo in Star Search. Ha fatto bene nello show ed è arrivato al round finale, ma non ha vinto. Tuttavia, i dirigenti della Columbia Pictures Television hanno visto la performance di Martin e gli hanno offerto il ruolo di Maurice Warfield in What's Happening Now!!; questo è stato il suo primo lavoro di recitazione. Dopo la cancellazione di questo spettacolo, Lawrence ha ottenuto piccole parti in vari film e serie televisive. Il suo ruolo rivoluzionario è stato quello di Cee in Fà la cosa giusta di Spike Lee. Altri ruoli sono seguiti in film come House Party, Talkin' Dirty After Dark e la commedia Il principe delle donne con Eddie Murphy. Durante questo periodo, il magnate dell'intrattenimento Russell Simmons lo ha scelto per interpretare la rivoluzionaria serie Def Comedy Jam su HBO. Def Comedy Jam ha dato i natali a molti comici (tra cui Chris Tucker, Dave Chappelle, Mike Epps, Bernie Mace, Cedric the Entertainer) di mainstream.
Durante il suo periodo con Def Comedy Jam, Lawrence è apparso nella sua serie di successo, Martin, andata in onda su Fox. Lo spettacolo è andato in onda dal 1992 al 1997 ed è stato un enorme successo. Martin è stata il fiore all'occhiello della line-up del giovedì sera della Fox, che ha allontanato milioni di telespettatori dalla line-up di Must See TV della NBC. È stato ospitato al Saturday Night Live il 19 febbraio 1994, dove ha fatto osservazioni crude sui genitali femminili e sull'igiene personale; la parte offensiva del monologo è stata modificata nelle repliche e Lawrence fu bandito dalla NBC per un periodo di tempo fino a quando non ricevette le scuse dall'allora presidente della NBC Warren Littlefield. Gli ascolti di Martin hanno continuato a salire alle stelle così tanto che la Fox è diventata più che una concorrente contro la NBC e si è avvicinata ad essere considerata tra le migliori reti televisive americane. Nel 1995 ha recitato al fianco di Will Smith in Bad Boys (1995) con grande successo.
Dopo che Martin ha terminato la sua corsa nel 1997, Lawrence ha trovato lavoro in film comici. Ha recitato spesso come secondo protagonista al fianco di attori come Eddie Murphy, Danny DeVito e Tim Robbins. Molti dei suoi film sono stati successi al botteghino, tra cui Niente da perdere, Life, Da ladro a poliziotto e Big Mama. Ha anche recitato in fallimenti critici e al botteghino, tra cui Black Knight e National Security - Sei in buone mani. Indipendentemente da ciò, il suo stipendio è aumentato costantemente fino a oltre $ 10 milioni per ruolo cinematografico. Continua a lavorare nel cinema, con film come FBI: Operazione tata, secondo capitolo della serie Big Mama, che ha debuttato come numero 1 al botteghino nordamericano e ha incassato quasi 28 milioni di dollari nel primo fine settimana, e Svalvolati on the road (2007), in cui interpretava un annoiato abitante di periferia in cerca di avventura su strada in un commedia di motociclisti al fianco di John Travolta, Tim Allen e William H. Macy.
Nel 2006, Lawrence è apparso in Inside the Actors Studio, durante il quale ha riportato brevemente in vita alcuni dei personaggi che aveva interpretato in Martin. Ha poi prestato la sua voce per Boog, uno dei protagonisti del film d'animazione Boog & Elliot. Il film è doppiato anche da Ashton Kutcher, Debra Messing e Gary Sinise.
Nel 2008, ha recitato ne In viaggio per il college della Walt Disney Pictures insieme a Raven-Symoné.
Nel 2011, ha ripreso il ruolo dell'agente dell'FBI Malcolm Turner in Big Mama - Tale padre, tale figlio, il terzo film della serie Big Mama.
Nel gennaio 2013, è stato annunciato che Lawrence e Kelsey Grammer stavano prendendo in considerazione l'idea di fare coppia per recitare in una commedia per la Lionsgate Television. Partners, che vedei due attori nei panni di avvocati di Chicago provenienti da "background molto diversi che si incontrano inaspettatamente in tribunale nel giorno peggiore della loro vita". Il programma è stato presentato in anteprima il 4 agosto 2014, ma è stato cancellato dopo una stagione dopo aver ricevuto recensioni negative.
Nel 2020, Lawrence ha ripreso il ruolo del detective Marcus Burnett nel terzo capitolo del franchise di Bad Boys, Bad Boys for Life, sempre al fianco di Will Smith. Il film è stato considerato un successo finanziario, incassando 112 milioni di dollari nei primi quattro giorni dall'uscita.
Lawrence ha recitato nel suo primo ruolo drammatico in Mindcage - Mente criminale del 2022 al fianco di Melissa Roxburgh e John Malkovich.
Nel 2024 ritorna a recitare nel quarto capitolo della commedia d'azione Bad Boys: Ride or Die.

## Vita privata
Lawrence è stato fidanzato con l'attrice Lark Voorhies ma in seguito sposa Patricia Southall, la Miss Virginia vincitrice nel gennaio 1995. Il matrimonio non dura molto, infatti divorziano nel 1996. Poi il 15 gennaio dello stesso anno nasce la sua prima figlia, di nome Jasmine, avuta durante la relazione con l'ex coniuge Patricia. Successivamente nascono altre due figlie, nel 2001 e nel 2003.
Nel 1999 entra in coma tre giorni per un'ipertermia, guarito e salvato grazie all'intervento tempestivo dei medici.

## Filmografia

### Attore

#### Cinema
- Fa' la cosa giusta (Do the Right Thing), regia di Spike Lee (1989)
- House Party, regia di Reginald Hudlin (1990)
- Talkin' Dirty After Dark, regia di Topper Carew (1991)
- House party 2, regia di George Jackson e Doug McHenry (1991)
- Il principe delle donne (Boomerang), regia di Reginald Hudlin (1992)
- Bad Boys, regia di Michael Bay (1995)
- La linea sottile tra odio e amore (A Thin Line Between Love and Hate), regia di Martin Lawrence (1996)
- Niente da perdere (Nothing to Lose), regia di Steve Oedekerk (1997)
- Life, regia di Ted Demme (1999)
- Da ladro a poliziotto (Blue Streak), regia di Les Mayfield (1999)
- Big Mama (Big Momma's House), regia di Raja Gosnell (2000)
- Lo scroccone e il ladro (What's the Worst That Could Happen?), regia di Sam Weisman (2001)
- Black Knight, regia di Gil Junger (2001)
- National Security - Sei in buone mani (National Security), regia di Dennis Dugan (2003)
- Bad Boys II, regia di Michael Bay (2003)
- Un allenatore in palla (Rebound), regia di Steve Carr (2005)
- FBI: Operazione tata (Big Momma's House 2), regia di John Whitesell (2006)
- Boog & Elliot a caccia di amici (Open Season), regia di Roger Allers - voce di Boog
- Svalvolati on the road (Wild Hogs), regia di Walt Becker (2007)
- In viaggio per il college (College Road Trip), regia di Roger Kumble (2008)
- A casa con i miei (Welcome Home, Roscoe Jenkins), regia di Malcolm D. Lee (2008)
- Il funerale è servito (Death at a Funeral), regia di Neil LaBute (2010)
- Big Mama - Tale padre, tale figlio (Big Mommas: Like Father, Like Son), regia di John Whitesell (2011)
- Beach Bum - Una vita in fumo (The Beach Bum), regia di Harmony Korine (2019)
- Bad Boys for Life, regia di Adil El Arbi e Bilall Fallah (2020)
- Mindcage - Mente criminale (Mindcage), regia di Mauro Borrelli (2022)
- Bad Boys: Ride or Die, regia di Adil El Arbi e Bilall Fallah (2024)

#### Televisione
- What's Happening Now!! – serie TV, 22 episodi (1987-1988)
- Martin!! – serie TV, 132 episodi (1992-1997)
- The Soul Man!! – serie TV, 1 episodi (2014)
- Partners!! – serie TV, 10 episodi (2014)
- Nehama!! – serie TV, (2023)

## Doppiatori italiani
Nelle versioni in italiano delle opere in cui ha recitato, Martin Lawrence è stato doppiato da:
- Marco Mete in Bad Boys, La linea sottile tra odio e amore, Big Mama, Black Knight, National Security - Sei in buone mani, Bad Boys II, In viaggio per il college, Bad Boys for Life, Bad Boys: Ride or Die
- Piero Tiberi in House Party, Niente da perdere
- Fabrizio Pucci in Il principe delle donne, FBI: Operazione tata
- Danilo De Girolamo in Fa' la cosa giusta
- Pasquale Anselmo in Life
- Riccardo Rossi in Da ladro a poliziotto
- Massimo De Ambrosis in Lo scroccone e il ladro
- Fabrizio Vidale in Un allenatore in palla
- Franco Mannella in Svalvolati on the road
- Sandro Acerbo in A casa con i miei
- Roberto Stocchi in Il funerale è servito
- Alberto Angrisano in Big Mama - Tale padre, tale figlio
- Dario Oppido in Beach Bum - Una vita in fumo
- Paolo Marchese in Mindcage - Mente criminale
- Francesco Pannofino in Partners

Da doppiatore è sostituito da:
- Pino Insegno in Boog e Elliot a caccia di amici